# Streblosoma maligirrima
Streblosoma maligirrima är en ringmaskart som beskrevs av Anne D. Hutchings 1997. Streblosoma maligirrima ingår i släktet Streblosoma och familjen Terebellidae. Inga underarter finns listade i Catalogue of Life.